# 上げ下げ窓
上げ下げ窓（あげさげまど）あるいはギロチン窓（ぎろちんまど、英語: Sash window）は、上下方向に開閉する窓の一種。一つ（シングルハング）あるいは複数（上下2枚ならダブルハング）の窓が可動式となっており、開閉を行う。上下2枚が連動する窓（バランス（上げ下げ）窓、スリット上げ下げ窓等）もこの種に含まれる。

## 歴史
最古の現存例としては、1670年代のイングランドで用いられたハム・ハウス等がある。決定的な証拠を欠くもののしばしばロバート・フックの発明であるとされ、また別の説としてオランダでの発明とするものがある。建築学者のヘンティ・J・ラウは、イングランドで開発された窓であるが、発明者を特定することは不可能であると考えている。
障子の一種である猫間障子には、上げ下げ窓と同様に小障子を上に引き上げる方式の大阪猫間（障子）が存在している。

## 構造
上げ下げ窓を動かす方法として、ワイヤーで連動させる、レバーで固定する、ワイヤーと錘でバランスを取るなどの構造が存在する。
錘を制御するワイヤーを窓枠内に通す場合、修理時には窓枠の分解が必要となる。無垢材の場合、乾腐、膨張、歪みが発生したり、収縮によってガタガタと音を立てる状態になることが昔から知られている問題である。